# Strangalia cavaventra
Strangalia cavaventra är en skalbaggsart som beskrevs av Chemsak 1969. Strangalia cavaventra ingår i släktet Strangalia och familjen långhorningar. Inga underarter finns listade i Catalogue of Life.